# Squeaky Dolphin

Squeaky Dolphin (с англ. — «Пискливый дельфин») — шпионская компьютерная программа, разработанная Центром правительственной связи Великобритании (GCHQ) для сбора и анализа данных из социальных сетей. О существовании этой программы впервые стало известно широкой публике из передачи NBC 27 января 2014 года, сделанной на основании документов, ранее опубликованных бывшим сотрудником АНБ Эдвардом Сноуденом.

## Сфера наблюдения
В соответствии с документом GCHQ, датированным августом 2012 года, программа Squeaky Dolphin позволяет в режиме реального времени отслеживать:
- просмотры видеороликов на YouTube[1][2]
- Лайки в Facebook[2]. Facebook после этого стал шифровать данные[1].
- посещения сервиса Blogger[1][2]
- Twitter[3], который стал шифровать сообщения после передачи на NBC[4].

Программа Squeaky Dolphin может быть дополнена доступными коммерческими аналитическими программами, которые позволят определить, например, какие именно видеосюжеты пользуются популярностью у жителей конкретных городов. Интерфейс программы разработан американской софтверной компанией Splunk.
Презентация Squeaky Dolphin, которая была продемонстрирована аудитории АНБ и впоследствии обнародована NBC, содержит упоминание, что программа «не ориентирована на отслеживание действий отдельных лиц, а фиксирует лишь общие тенденции». Тем не менее, в соответствии с другими документами Сноудена, которыми располагала NBC, уже в 2010 году «Центр правительственной связи использовал незашифрованные данные из Twitter для определения конкретных пользователей по всему миру для ведения целенаправленной пропаганды».